# XIV Szczep Harcerski „Błękitna Czternastka” im. het. Stanisława Żółkiewskiego z Poznania
XIV Szczep Harcerski „Błękitna Czternastka” im. het. Stanisława Żółkiewskiego z Poznania – poznański szczep harcerski działający przy I Liceum Ogólnokształcącym im. Karola Marcinkowskiego. Działa w ramach Związku Harcerstwa Polskiego. Szczep należy do Unii Najstarszych Drużyn Harcerskich Rzeczypospolitej.

## Nazwa
Założona przy I LO drużyna harcerska początkowo za patrona obrała Waleriana Łukasińskiego. W roku 1921 z uwagi na fakt, iż prefekt ks. Edward Warmiński oraz profesorowie w dotychczasowym patronie drużyny dostrzegali masona, po burzliwych debatach, z inicjatywy profesorów Stanisława Dedio i Witolda Nawratila przyjęto za nowego patrona hetmana wielkiego Stanisława Żółkiewskiego. Postać ta została przybliżona w drugim numerze „Skauta” jako „wzór harcerza polskiego”, co także pomogło w podjęciu decyzji o wyborze. W tym czasie drużyna otrzymała w rachubie Chorągwi nr 14. W roku 1923 wprowadzono błękitne chusty oraz przydomek „Błękitna” na cześć generała Józefa Hallera i jego Błękitnej Armii.

## Historia

### Drużynowi 14PDH (w latach 1919–1947)
| lata      | imię i nazwisko                                                              |
| --------- | ---------------------------------------------------------------------------- |
| 1919–1920 | dh Spychała                                                                  |
| 1920–1921 | dh Zabłocki                                                                  |
| 1921–1922 | dh Stefan Jarosz                                                             |
| 1922–1923 | dh Stefan Krakowiecki                                                        |
| 1923–1924 | dh phm Jan Jasiński                                                          |
| 1924–1925 | dh Wacław Janke                                                              |
| 1925–1927 | dh Henryk Goc                                                                |
| 1927      | dh Mieczysław Wnęk                                                           |
| 1927–1928 | dh phm Jan Jasiński                                                          |
| 1928      | dh Wiktor Koperski                                                           |
| 1928–1932 | dh Władysław Serafinowski                                                    |
| 1932      | dh Ulryk Manthey                                                             |
| 1932–1933 | dh Zbigniew Patrzykont                                                       |
| 1933–1935 | dh Lesław Wierczyński                                                        |
| 1935–1936 | dh Władysław Serafinowski                                                    |
| 1936–1937 | dh Roman Łuczywek                                                            |
| 1937–1938 | dh Bogusz Elbanowski                                                         |
| 1938–1939 | dh Kazimierz Łaszewski                                                       |
| 1945–1946 | dh Jerzy Sobczak                                                             |
| 1946      | dh Jerzy Chrzanowski (Pluton A)/dh August Chełkowski (Pluton B)              |
| 1946–1947 | dh Marian Rohrbach (A)/dh August Chełkowski (B)/dh Zdzisław Kühn (C)         |
| 1947      | dh Zygmunt Thimm (14A)/dh Stanisław Chmielewski (14B)/dh Zdzisław Kühn (14C) |

### Komendanci szczepu (od roku 1947)
| lata      | imię i nazwisko                                |
| 1947-1949 | Stanisław Chmielewski                          |
| 1957-1961 | Jerzy Chrzanowski                              |
| 1961-1962 | Wiesław Szelejewski                            |
| 1966-1968 | Jan Futro                                      |
| 1968-1969 | Magdalena Wiese                                |
| 1969-1973 | Maciej Musiał                                  |
| 1973-1974 | Ryszard Wojnarski                              |
| 1974-1975 | Mariola Samulska                               |
| 1975-1976 | Krystyna Zierhoffer                            |
| 1976-1979 | Zbigniew Woźny                                 |
| 1976-1978 | Stanisław Głodek (mianowany wbrew szczepowi)   |
| 1978-1979 | Krzysztof Koliński (mianowany wbrew szczepowi) |
| 1979-1980 | Przemysław Smulski                             |
| 1980-1981 | Hubert Sarrazin                                |
| 1981-1985 | Wojciech Król                                  |
| 1985-1986 | Roman Karaś                                    |
| 1986-1988 | Aleksander Owsianowski                         |
| 1988-1991 | Paweł Zygarłowski                              |
| 1991-1993 | Włodzimierz Bogaczyk                           |
| 1993-1996 | Paweł Martinek                                 |
| 1996-1998 | Maciej Graczyk                                 |
| 1998-2001 | Mariusz Przybyła                               |
| 2001-2004 | Maciej Gramacki                                |
| 2004-2006 | Adam Chełkowski                                |
| 2006-2007 | Małgorzata Jackowiak                           |
| 2007-2010 | Małgorzata Chełkowska                          |
| 2010-2013 | Zuzanna Kachlicka                              |
| 2013-2016 | Jakub Olszyna                                  |
| 2016-2018 | Michał Bień                                    |
| 2018-2023 | Julia Bzowa                                    |
| od 2023   | Michał Zygarłowski                             |

## Jednostki

### Jednostki działające od 2021
|                         | Pion męski                                           | Pion żeński                                              |
| ----------------------- | ---------------------------------------------------- | -------------------------------------------------------- |
| Poziom zuchowy          | Gromada Zuchowa „Leśne Skrzaty”                      | Gromada Zuchowa „Leśne Skrzaty”                          |
| Poziom harcerski        | Drużyna Męska „Kohorta”                              | Drużyna Harcerek „Leśna” im. Marii „Majki” Krassowskiej  |
| Poziom starszoharcerski | Drużyna Męska „Formoza” im. gen. Mariusza Zaruskiego | Żeńska Drużyna Starszoharcerska „Ster” im. Kingi Choszcz |
| Poziom wędrowniczy      | I Drużyna Męska „Cichociemni”                        | Drużyna Żeńska „Więź” im. Ireny „Neni” Bobowskiej        |
| Instruktorzy            | Krąg Instruktorski „Kłuszyn”                         | Krąg Instruktorski „Kłuszyn”                             |